# Medway Poets

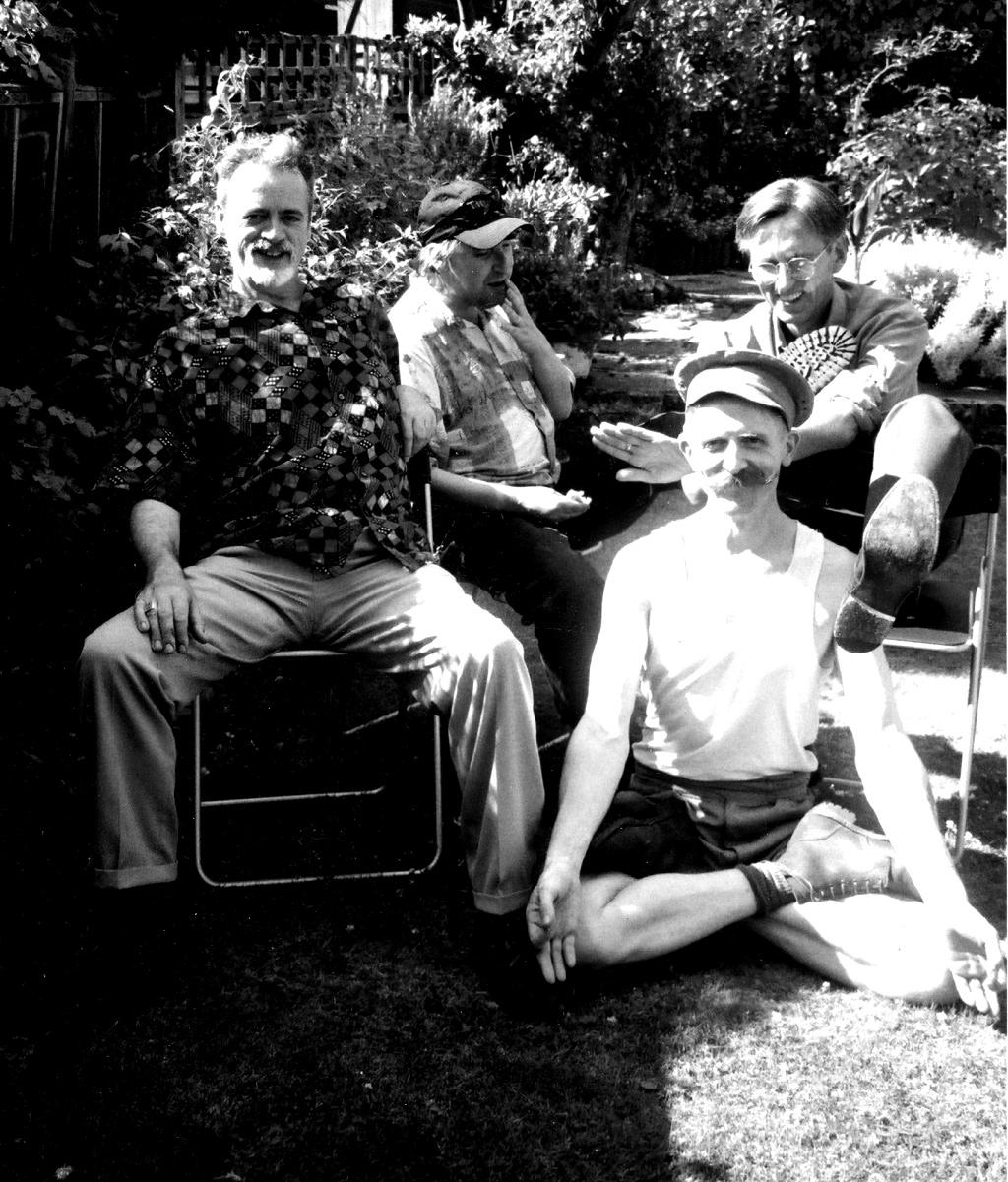
De gauche à droite, Bill Lewis, Sexton Ming, Billy Childish et Rob Earl, en 2003

Les Medway Poets ont été fondés à Medway, North Kent, en 1979. 
C'était un collectif d'inspiration punk qui mêlait la poésie à des performances en groupe. Par la suite, il devint la première mouture du mouvement artistique Stuckism. 
Les principaux membres fondateurs furent : Billy Childish, Rob Earl, Bill Lewis (en), Sexton Ming (en), Charles Thomson avec sa petite amie de l'époque Miriam Carney, et Alan Denman.

Philip Absolon et Sanchia Lewis (ancienne petite amie de Billy Childish) y contribuèrent également activement.